# Фінал кубка Англії з футболу 1885
Фінал кубка Англії з футболу 1885 — 14-й фінал найстарішого футбольного кубка у світі. Учасниками фіналу були «Блекберн Роверз» і «Квінз Парк». Володарем кубкового трофею став «Блекберн Роверз».

## Шлях до фіналу
| «Блекберн Роверз»      | «Блекберн Роверз» | «Блекберн Роверз» | Раунд           | «Квінз Парк»       | «Квінз Парк»      | «Квінз Парк»            |
| ---------------------- | ----------------- | ----------------- | --------------- | ------------------ | ----------------- | ----------------------- |
| Суперник               | Результат         | Матчі             |                 | Суперник           | Результат         | Матчі                   |
| «Россендейл»           | 11—0              | 11—0              | Перший раунд    | «Сток»             | технічна перемога | технічна перемога       |
| «Блекберн Олімпік»     | 3—2               | 3—2               | Другий раунд    | «Кру Александра»   | 2—1               | 2—1                     |
| «Віттон»               | 5—0               | 5—0               | Третій раунд    | «Лік»              | 3—2               | 3—2                     |
| «Ромфорд»              | 8—0               | 8—0               | Четвертий раунд | «Олд Вайкгемістс»  | 7—0               | 7—0                     |
| -                      | -                 | -                 | П'ятий раунд    | -                  | -                 | -                       |
| «Вест-Бромвіч Альбіон» | 2—0               | 2—0               | Шостий раунд    | «Ноттс Каунті»     | 4—3               | 2—2, 2—1 (перегравання) |
| «Олд Картузіанс»       | 5—1               | 5—1               | 1/2 фіналу      | «Ноттінгем Форест» | 4—1               | 1—1, 3—0 (перегравання) |

## Матч
| 4 квітня 1885 |

| Блекберн Роверз | 2:0      | Квінз Парк |
| --------------- | -------- | ---------- |
| Форрест Браун   | Протокол |            |

| Кеннінгтон Овал, Лондон Глядачів: 12 500 Арбітр: Майор Френсіс Мариндін |

|  |  |

|    |  |                  |  |
|    |  |                  |  |
| В  |  | Гербі Артур      |  |
| З  |  | Фергус Сутер     |  |
| З  |  | Річард Тернер    |  |
| ПЗ |  | Джиммі Форрест   |  |
| ПЗ |  | Г'ю Макінтір (к) |  |
| ПЗ |  | Джордж Гауорт    |  |
| Н  |  | Гаррі Фекітт     |  |
| Н  |  | Джиммі Браун     |  |
| Н  |  | Джиммі Дуглас    |  |
| Н  |  | Джо Лофтгаус     |  |
| Н  |  | Джо Совербаттс   |  |

|    |  |                      |  |
|    |  |                      |  |
| В  |  | Джордж Гіллеспі      |  |
| З  |  | Волтер Арнотт        |  |
| З  |  | Вільям Маклеод       |  |
| ПЗ |  | Джордж Макдональд    |  |
| ПЗ |  | Чарльз Кемпбелл (к)  |  |
| ПЗ |  | Вільям Селлар        |  |
| Н  |  | Вільям Андерсон      |  |
| Н  |  | Нініан Макваннелл    |  |
| Н  |  | Александер Гамільтон |  |
| Н  |  | Девід Аллан          |  |
| Н  |  | Вудвілл Грей         |  |